# 奥罗巴宫

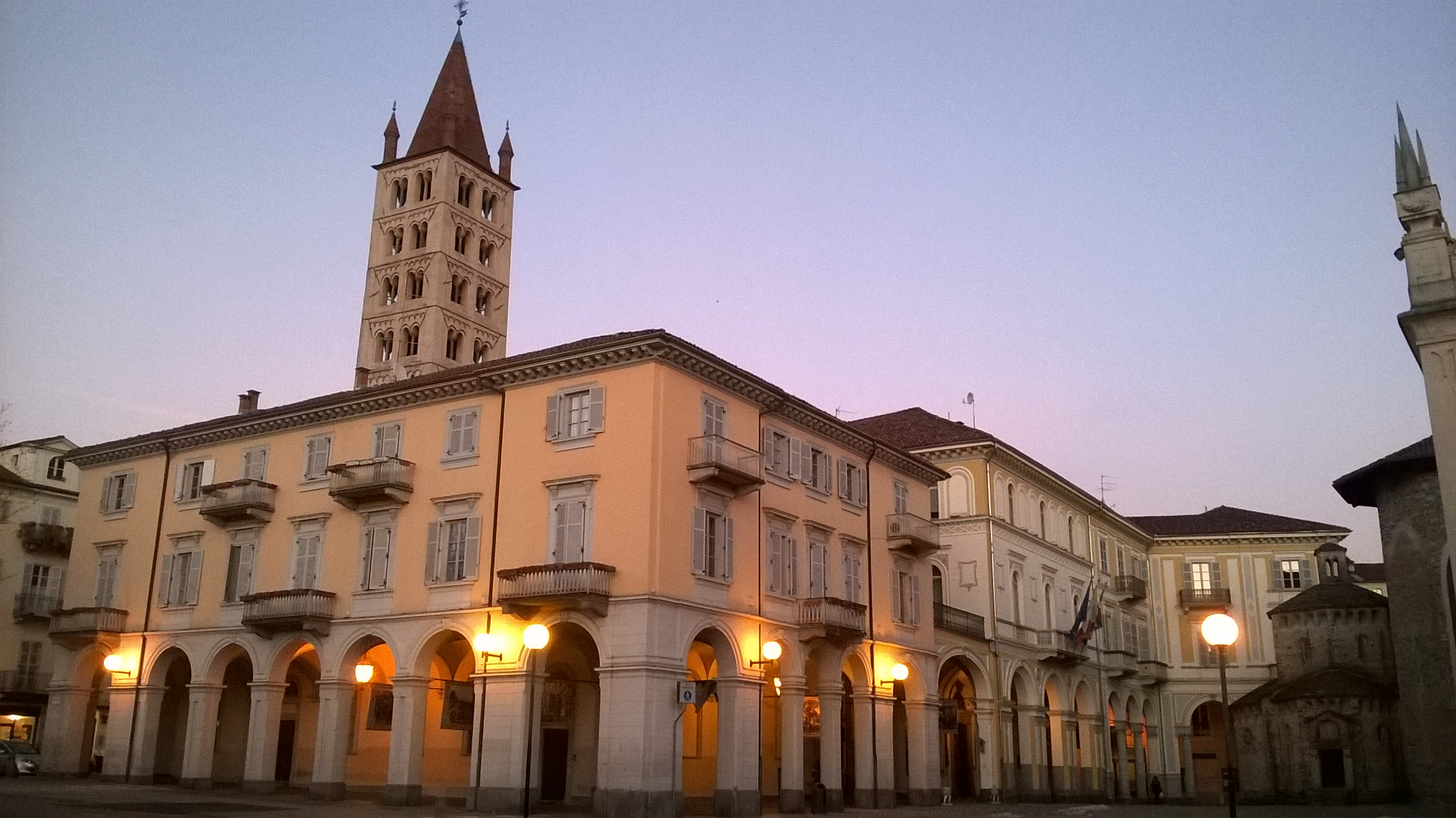

奥罗巴宫（義大利語：Palazzo Oropa）是意大利北部皮埃蒙特大区比耶拉的一座历史建筑，位于市中心的主教座堂广场（Piazza Duomo），现在是市政厅所在地。

## 历史
奥罗巴宫由奥罗巴朝圣地（Santuario di Oropa）建于19世纪中期。1874年竣工，市政办公室迁至该建筑。直到1922年，它才被市政当局买下。
该建筑内部有市政大厅、许多市政办公室和地方行政官员办公室。